# Pycnophyllopsis muscosa
Pycnophyllopsis muscosa är en nejlikväxtart som beskrevs av Carl Skottsberg. Pycnophyllopsis muscosa ingår i släktet Pycnophyllopsis och familjen nejlikväxter. Inga underarter finns listade i Catalogue of Life.